# Ouillade

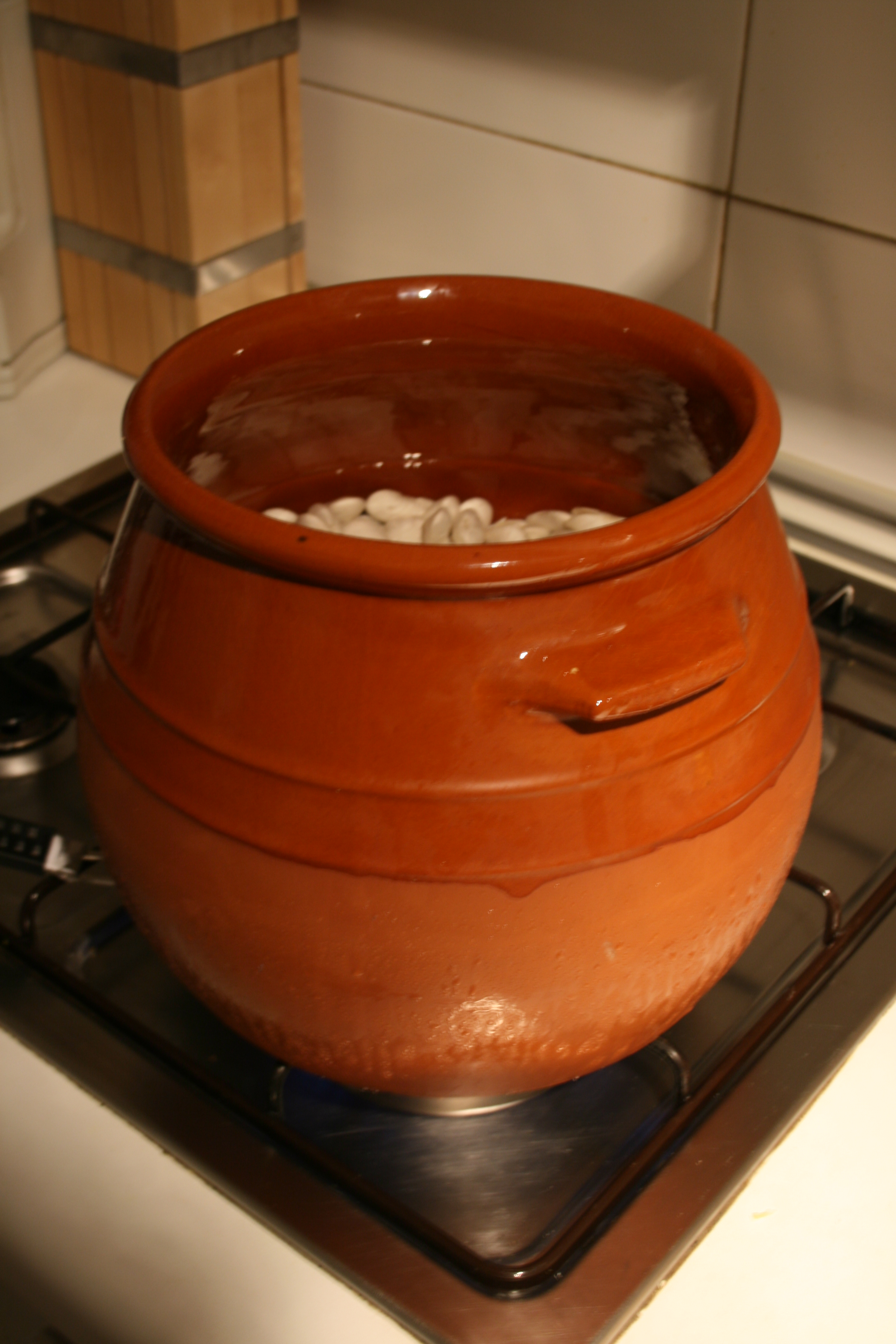
Olla, la marmite utilisée traditionnellement.

L’ouillade (en catalan : ollada) est une préparation culinaire à base de viande et de légumes cuit à la façon d'une potée dans une grande marmite. Cette spécialité catalane est un plat simple que l'on consomme plutôt l'hiver.
Les ingrédients peuvent varier mais on trouve en général de la viande de porc, des saucisses, du boudin, de larges morceaux de couenne et du sagi (saindoux légèrement rance). Les légumes sont souvent du chou, des haricots blancs et des pommes de terre.

## Étymologie
« Ouillade » est la francisation du mot catalan ollada qui vient du nom d'une grande marmite appelée olla, où sont mélangés tous les ingrédients. En catalan, ollada se prononce comme ouillade [ujad(ə)] en français.